# Griepensee
Der Griepensee ist ein sechs Hektar großer See im Brandenburger Landkreis Märkisch-Oderland. Er grenzt nordöstlich an die Altstadt des Kneippkurorts Buckow und wird vom Stobber durchflossen. Das maximal vier Meter tiefe Gewässer liegt in der Märkischen Schweiz im Zentrum des gleichnamigen Naturparks rund 50 Kilometer östlich von Berlin. Der Name Griepensee geht auf die slawische Siedlungszeit (von slawisch grib = ‚Pilz‘) zurück.

## Geologie, Geographie und Hydrologie

### Naturräumliche Lage und Entstehung
Der Griepensee liegt im Buckower Kessel, einer beckenartigen Erweiterung des Stobbertals. Das Tal ist Teil einer glazialen Schmelzwasserrinne, die sich in den letzten beiden Phasen der Weichsel-Eiszeit zwischen dem von Toteis gefüllten Oderbruch und dem Berliner Urstromtal (heutiges Spreetal) herausgebildet hat und die Barnimplatte von der Lebuser Platte trennt. Diese rund 30 Kilometer lange und zwei bis sechs Kilometer breite Buckower Rinne (auch: Löcknitz-Stobber-Rinne) entwässert vom Niedermoor- und Quellgebiet Rotes Luch über den Stobber nach Nordosten zur Oder und über Stobberbach/Löcknitz nach Südwesten zur Spree. Knapp fünfhundert Meter westlich befindet sich der Schermützelsee, das mit 137 Hektar größte Gewässer der Märkischen Schweiz.
Nach den gängigen Darstellungen hinterließen die Zerrungen und Spannungen der letzten Vereisung und die abtauenden Gletscher im Untergrund des Buckower Beckens zahlreiche kleinere Einbrüche. Die tiefer gelegenen Becken füllten sich mit allmählich emporsteigendem Grundwasser und bildeten mehrere Seen, darunter den Griepensee. Friedrich Solger, in den 1920er-Jahren Professor für Geologie an der Berliner Friedrich-Wilhelms-Universität, ordnete den Griepensee 1954 als unvermoorten Rest einer Seenkette im Stobbertal ein. Südwestlich schließt sich der gleichfalls vom Stobber durchflossene Buckowsee an.

### Beschreibung, Zuflüsse und Umgebung

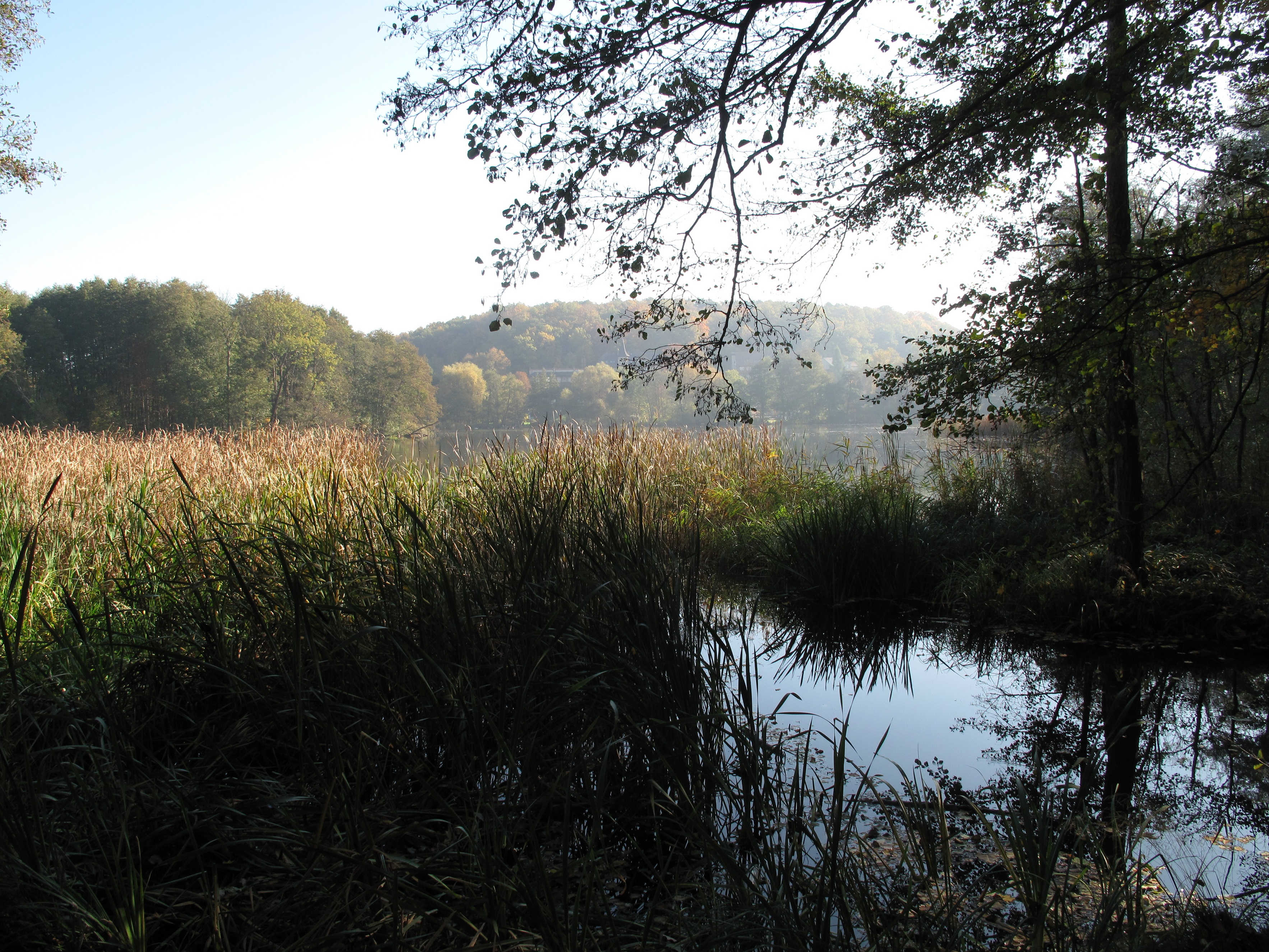
Mündung des Stobber-Nebenkanals

Versumpfte Reste der Seenkette finden sich noch am Südufer und zwischen den Mündungen des Stobbers und eines kurz vor dem See abzweigenden Nebenkanals des Flusses. Entlang des Nebenkanals und der Südspitze des pilzförmigen Griepensees zieht sich der rund fünf Hektar große Park des 1948 abgetragenen Schlosses Buckow, der sich nach Norden bis zum 61 Meter hohen Schlossberg erstreckt. Der Schlosspark wurde im 19. Jahrhundert vom Barockgarten in einen englischen Landschaftspark umgestaltet und Ende des 20. Jahrhunderts nach historischen Plänen rekonstruiert. Zu den Rekonstruktionen gehört unter anderem ein zerstörtes hölzernes Angelhäuschen am Griepensee, das 1805 nach Plänen des jungen Schinkel errichtet worden sein soll. Nach Darstellung der 1997 neu aufgelegten Buckower Fuhrmann-Chronik aus dem Jahr 1928 ist das Angelhäuschen dadurch weltbekannt geworden, daß Chamisso in demselben seinen Peter Schlemihl geschrieben hat. Diese Darstellung wies der Buckower Archäologe und Heimatforscher Max Krügel allerdings bereits 1957 als Irrtum zurück; vielmehr habe Chamisso seinen Schlemihl auf dem Itzenplitzschen Gut in Kunersdorf verfasst.
Am südöstlichen Ufer befindet sich der ausgedehnte Park der Immanuel-Reha-Klinik Märkische Schweiz. Der restliche Teil des Ostufers und der anschließende vordere Teil des Nordufers gehören zu den bebauten Grundstücken der Lindenstraße beziehungsweise des Weges unterhalb der auslaufenden Schlossberghöhe. In der Nordostecke verlässt der Stobber den See. In der Südecke erhält der Griepensee einen weiteren, allerdings geringen Zufluss durch die Schnorke, ein knapp ein Kilometer langes Fließ, das aus einem kleinen, namenlosen See/Tümpel nördlich des Bahnhofs Buckow kommt. Der Griepensee liegt auf einer Höhe von 24,2 Metern ü. NN. Das Gefälle vom dicht gelegenen Schermützelsee beträgt 2,30 Meter, vom Buckowsee 1,30 Meter. Der nährstoffreiche See umfasst sechs Hektar und ist bis zu vier Meter tief. Die Eutrophierung und der natürliche Verlandungsprozess wurde durch die Einleitung von Abwässern beschleunigt. Seit der Festsetzung des Großschutzgebiets Märkische Schweiz im Jahr 1990 versucht die Naturparkverwaltung, den See mit seinen Lebensräumen möglichst naturnah zu erhalten.

### Sohlbereinigung 2012
Im Jahr 2010 ließ der zuständige Wasser- und Bodenverband „Stöbber-Erpe“ den Quellbereich der Schnorke renaturieren, damit in diesem Bereich vor allem in trockenen Perioden wieder mehr Wasser gespeichert werden kann. Die Maßnahme kostete 189.000 Euro.
Im Jahr 2012 forderte die Stadt Buckow den Wasser- und Bodenverband als Unterhaltspflichtigen auf, eine naturschutzrechtliche Ausnahmegenehmigung für eine Sohlbereinigung der Ein- und Ausläufe des Griepensees und des Buckowsees zu erwirken. Vom Stobber mitgeführte natürliche Sedimente wie Sand und Steine hatten sich zunehmend am Zulauf der Seen abgelagert und zu einer Auflandung geführt. Der daraus resultierende steigende Wasserspiegel bewirkte, insbesondere bei starken Regenfällen, Hochwasserzustände und eine immer größere Durchfeuchtung der anliegenden Grundstücke. Arbeiten am als Gewässer II. Ordnung eingestuften Stobber erlauben die Naturparkregelungen nur in Ausnahmefällen, sodass eine naturschutzrechtliche Einzelfallentscheidung herbeigeführt werden muss.

## Flora und Fauna

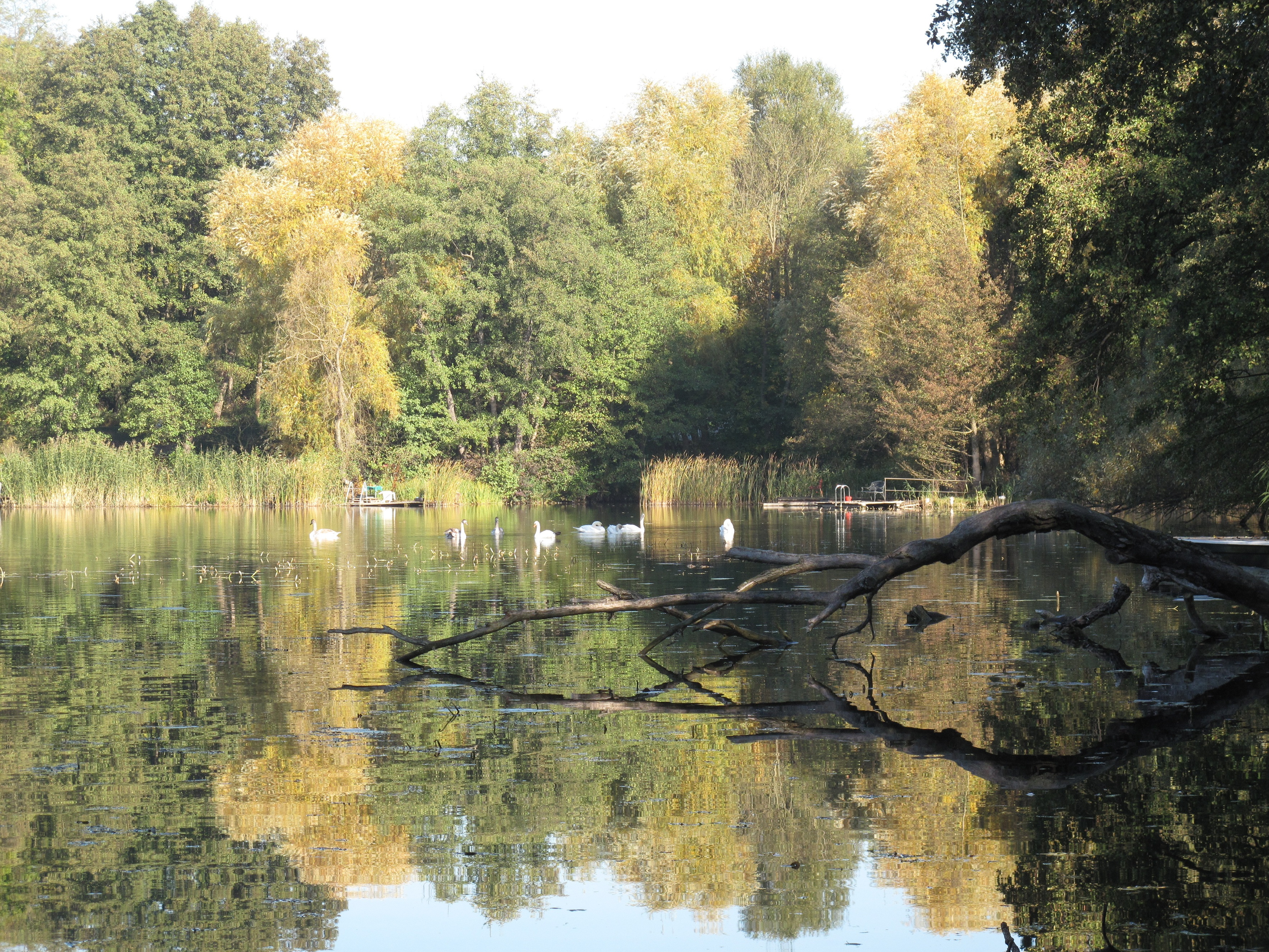
Schwäne vor dem Abfluss des Stobber, Blick vom Südufer

Unter den wertvollen, zu erhaltenden Lebensräumen hebt die Naturparkverwaltung hervor:
- Schwimmblattrasen auf der Wasseroberfläche mit Weißen Seerosen und Gelben Teichrosen,
- Restbestände des Schilfs am Ufer,
- Schilfflächen auf den ehemaligen Nasswiesen,
- Sumpfwaldstreifen am Ufer mit seinen ökologisch und zur Erhaltung seltener Tier- und Pflanzenarten wertvollen hohen Anteilen an Totholz, und
- Erlen, Weiden und Eschenbestände.[1]

Die Fischfauna wird von Barschen dominiert. Weitere Hauptfischarten sind Brasse, Güster, Rotauge, Schleie, Karausche und Rotfeder. Vertreten sind ferner die laut Roter Liste Brandenburg im Bestand zurückgehenden Aale und, eher selten, Zander. An der Spitze der Nahrungskette des Sees räubern einige Hechte.

## Geschichte

### Ersterwähnungen und Etymologie
Der See ist unter der Bezeichnung Gryben erstmals in einer Urkunde des Frauenklosters Friedland erwähnt. In dem Dokument vom 19. November 1300 bezeugten der Abt Johannes des Klosters Lehnin und Bruder Wilhelm, Prior des Dominikanerklosters Cölln, eine Urkunde, in der der askanische Markgraf Albrecht III. (Mitregent) den Besitz der Zisterzienserinnen beglaubigte. Adolph Friedrich Riedel überschrieb die Urkunde im Codex diplomaticus Brandenburgensis mit: Markgraf Albrecht bestätigt dem Nonnenkloster zu Friedland das Städtchen Friedland und all seine Besitzungen. Die Passage zum Griepensee lautet:

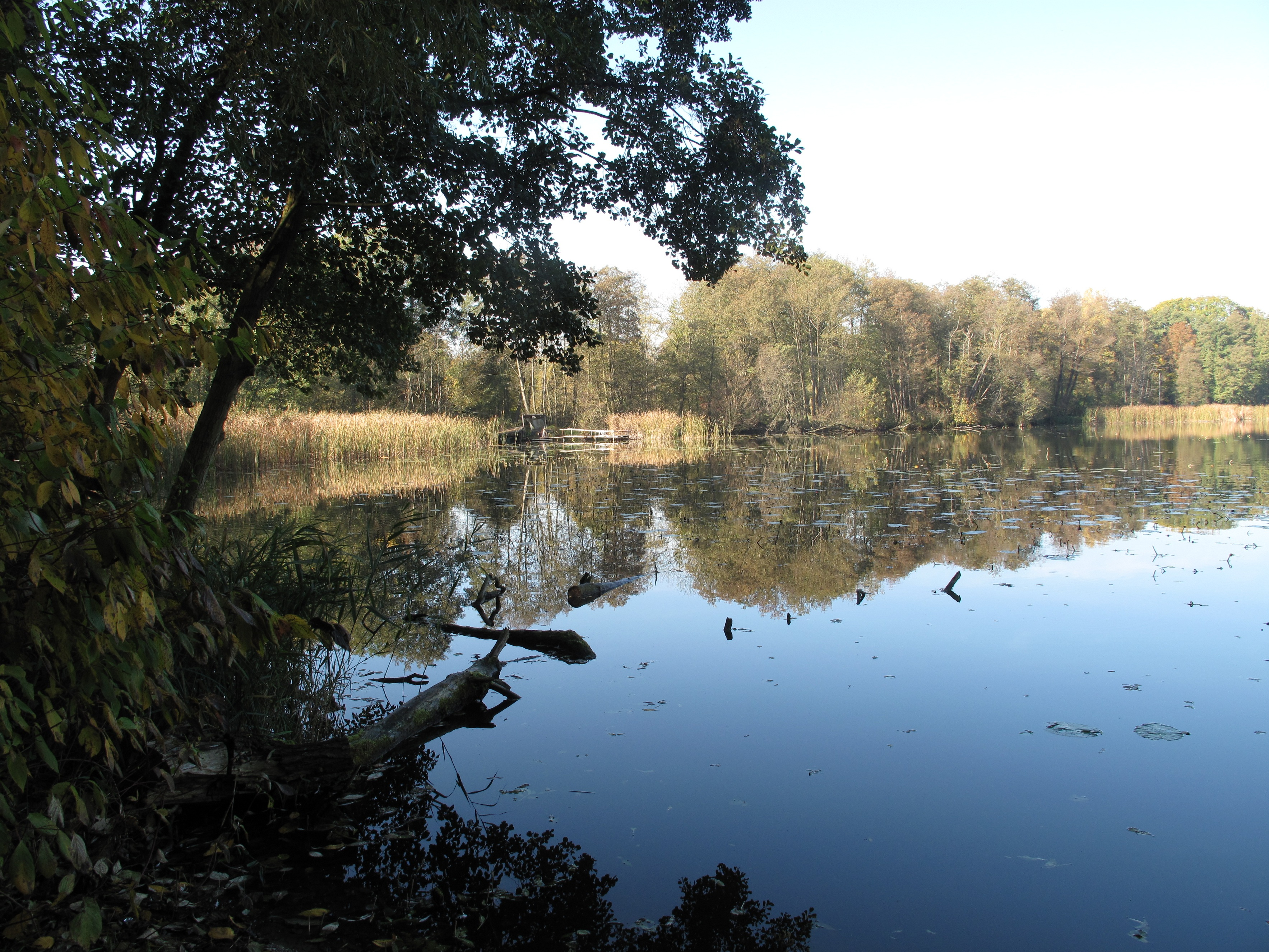
Blick vom Park der Reha-Klinik am Südufer Richtung Nordwest

- Item stagnum apud Bucow, quod dicitur Gryben.[19]

Im Preußischen Urmesstischblatt von 1840 war der See als Gripen S. verzeichnet. Zur Etymologie gibt das Brandenburgische Namenbuch die altpolabische Grundform Grib'n- zu grib = Pilz an. Der Name sei im westslawischen Sprachgebiet als Ort-, Flur- und Gewässername sehr häufig anzutreffen (zum Beispiel Griebnitzsee) und später in deutschen Akten und Karten umgestaltet worden, teils durch falsch verstandene oder verballhornte Formen. Dabei gab es möglicherweise auch Angleichungen an Griebken, das Deminutivum der brandenburgischen Pluralform Grieben für Stengel der gelben Teich- oder der weißen Seerose.
1522, rund 20 Jahre vor der Säkularisation des Klosters, war angeblich noch der halbe See im Besitz der Nonnen.

### Ankauf durch das Land 2012
Der See stand bis Mitte 2012 unter der Verwaltung der BVVG Bodenverwertungs- und -verwaltungs GmbH, einem Unternehmen der Bundesrepublik Deutschland für die Verwaltung, Verpachtung und den Verkauf von land- und forstwirtschaftlichen Flächen auf dem Gebiet der neuen Bundesländer. Um die vom Bund vorgesehene Privatisierung von Brandenburger Gewässern zu verhindern, setzte die Landesregierung 2012 aufgrund von Protesten von Anwohnern, Umweltverbänden und Politikern nach zweijährigen Verhandlungen den Kauf von 65 betroffenen Gewässern für 3,7 Millionen Euro durch, darunter der Griepensee. Wie die Diplom-Agronomin und Politikerin Bettina Fortunato (Die Linke), Abgeordnete des Landtages Brandenburg, mitteilt, wird die Landesregierung umgehend eine interministerielle Arbeitsgruppe bilden, um die Interessenlagen für die einzelnen Seen zu sondieren und gegebenenfalls die Übertragung an interessierte Kommunen vorzubereiten. Für die künftige Nutzung sollen die Tourismusentwicklung, Fischereiwirtschaft, der Natur- und Gewässerschutz sowie kommunale Interessen im Vordergrund stehen.